# Ouidah II
Ouidah II è un arrondissement del Benin situato nella città di Ouidah (dipartimento dell'Atlantico) con 15.737 abitanti (dato 2006).
Comprende parte della città di Ouidah.